# Американский оборотень в Париже
«Американский оборотень в Париже» (англ. An American Werewolf in Paris) — комедийный фильм ужасов, поставленный режиссёром Энтони Уоллером в 1997 году. Лента с большим бюджетом при участии нескольких киностудий разных стран задумывалась как сиквел популярного фильма Джона Лэндиса «Американский оборотень в Лондоне».

## Сюжет
Три друга-североамериканца — Энди, Крис и Брэд — приезжают на каникулы в Париж. Однажды ночью, Энди спасает от самоубийства Серафин, которая решила прыгнуть с Эйфелевой башни. В свободное от суицидальных страстей время девушка пребывала в клетке, куда её засадил главарь парижских волков-оборотней по имени Клод.
Из-за Клода погибает один из приятелей Энди, а сам Энди был сильно укушен. Теперь американцу, чтобы вернуться в нормальное состояние, надо испить крови у обидчика, продегустировать заодно его сердце и найти сыворотку для Серафин, в которую американец влюбился смертельной любовью. И позднее, когда всё закончится, жениться на Серафин.

## В ролях
- Жюли Дельпи — Серафин
- Том Эверетт Скотт — Энди Макдермотт
- Вэнс Вилюф — Брэд
- Фил Бакман — Крис
- Джули Боуэн — Эми
- Пьер Коссо — Клод
- Том Новамбр — инспектор де Люк
- Тьерри Лермитт — доктор Тьерр Пежо
- Вармо Саар — Злодей Скрег
- Катрин Кантутис — Элеонора

## Съёмочная группа
- Режиссёр: Энтони Уоллер
- Продюсер: Ричард Клаус
- Сценаристы:
  - Тим Бёрнс
  - Том Стерн
  - Энтони Уоллер
- Композитор: Вилберт Хирш
- Оператор: Эгон Верден
- Художник-постановщик: Хаки Хорнбергер

## Саундтрек
- Фрагмент из балета «Дафнис и Хлоя», композитор — Морис Равель, исполнитель — Оркестр Консертгебау
- Turned Blue, исполнитель — Caroline's Spine
- Human Torch, исполнитель — Fastball
- Mouth (The Stingray mix), исполнитель — Bush
- Walking on the Sun, исполнитель — Smash Mouth
- Break The Glass, исполнитель — The Suicide Machines
- Psychosis, исполнитель — The Refreshments
- Normal Town (ремикс), исполнитель — Better Than Ezra
- If I Could (What I Would Do), исполнитель — Vanessa Daou
- Soup Kitchen, исполнитель — Eva Trout
- Me Compassionate, исполнитель — Soak
- Loverbeast In Paris, исполнитель — Smoove Diamonds
- I’m the Wolf, исполнитель — Howlin' Wolf
- Downtime, исполнитель — Fat
- Hardset Head, исполнитель — Skinny Puppy
- Sick Love, исполнитель — Redd Kross
- Never Gonna Give You Up, исполнитель — Cake

## Оценки
Отзывы кинокритиков на этот фильм были в большинстве своём негативные. По оценке рецензий сайтом Rotten Tomatoes, фильм получил только 7 % позитивных рецензий, в отличие от первого фильма («Американский оборотень в Лондоне»), набравшего 87 %.

## Награды
- 1998 — Международный фестиваль фантастических фильмов в Жерармере — Гран-при, приз зрительских симпатий;
- 1998 — номинация на премию MTV — за лучшую песню к фильму (Mouth).